# Умовний еталонний гектар
Умовний еталонний гектар — об'єм тракторних робіт відповідний оранці 1 гектару в еталонних умовах: питомий опір ґрунту 0,50 кг/см²; глибина оранки 20-22 сантиметрів; агрофон — стерня зернових колосових на середніх суглинистих ґрунтах з вологістю 20 — 22%; ділянка з схилом до 1°, прямокутної конфігурації, довжиною 800 метрів, без каменистості і перешкод, висота над рівнем моря до 800 метрів. На трактор кожної марки встановлені годинний і змінний наробіток в еталонних умовах — еталонний наробіток в умовних еталонних гектарах. Фізичні об'єми кожного виду тракторних робіт переводяться в умовні еталонні гектари за допомогою коефіцієнтів які є відношенням еталонного наробітку трактора до технічно обґрунтованої норми наробітку на конкретній роботі при 7-годинному робочому дні.